# Kazuto Sakamoto
Kazuto Sakamoto (阪本 一仁 Sakamoto Kazuto?), född 24 september 1991 i Nara prefektur, är en japansk före detta fotbollsspelare.
Sakamoto började sin karriär 2010 i FC Gifu. Han spelade 23 ligamatcher för klubben. Efter FC Gifu spelade han för FC Kariya och FC Osaka. Han avslutade karriären 2013.